# Giorgio Doria Pamphilj Landi
Giorgio Doria Pamphilj Landi (Roma, 17 novembre 1772 – Roma, 16 novembre 1837) è stato un cardinale italiano.

## Biografia

Stemma della casata dei Doria Landi Pamphili. Interzato in palo: nel primo di rosso alla colomba d'argento avente nel becco un ramo d'ulivo verde; capo d'azzurro caricato di tre gigli d'oro separati da due verghette di rosso (Pamphili), nel secondo troncato d'oro e d'argento all'aquila di nero membrata e coronata d'oro (Doria), nel terzo inquartato nel primo e nel quarto palato di oro e d'azzurro, alla fascia d'argento attraversante; nel secondo e nel terzo fasciato increspato d'oro e d'azzurro (Landi).

Nacque da Andrea Doria Landi Pamphili, IX principe di Melfi, e dalla moglie la principessa piemontese Leopolda di Savoia-Carignano. Ebbe due zii a loro volta cardinali, Giuseppe Doria Pamphilj Landi e Antonio Maria Doria Pamphilj. Papa Pio VII lo elevò al rango di cardinale nel concistoro del 22 luglio 1816 e fino alla nomina del cardinale Rodolfo Giovanni d'Asburgo-Lorena è stato il porporato italiano più giovane. Nel 1828 divenne Gran Priore di Roma dell'Ordine di Malta.
Morì il 16 novembre 1837, il giorno prima del suo 65º genetliaco. È sepolto nella chiesa di Sant'Agnese in Agone in Piazza Navona a Roma.

## Ascendenza
|                                                     |                                       |                                                 | Genitori                                            |  |  | Nonni |  |  | Bisnonni                                  |  |  | Trisnonni                                          |  |
|                                                     |                                       |                                                 |                                                     |  |  |       |  |  | Andrea Doria Landi, marchese di Torriglia |  |  | Giovanni Andrea Doria Landi, VII principe di Melfi |  |
|                                                     |                                       |                                                 |                                                     |  |  |       |  |  | Andrea Doria Landi, marchese di Torriglia |  |  | Giovanni Andrea Doria Landi, VII principe di Melfi |  |
|                                                     |                                       | Anna Pamphili                                   |                                                     |  |  |       |  |  | Andrea Doria Landi, marchese di Torriglia |  |  |                                                    |  |
| Giovanni Andrea Doria Landi, VIII principe di Melfi |                                       |                                                 |                                                     |  |  |       |  |  | Andrea Doria Landi, marchese di Torriglia |  |  |                                                    |  |
|                                                     |                                       | Livia Centurione                                | Giorgio Centurione                                  |  |  |       |  |  |                                           |  |  |                                                    |  |
|                                                     |                                       | Livia Centurione                                | Giorgio Centurione                                  |  |  |       |  |  |                                           |  |  |                                                    |  |
|                                                     |                                       | Livia Centurione                                | …                                                   |  |  |       |  |  |                                           |  |  |                                                    |  |
| Andrea Doria Landi Pamphili, IX principe di Melfi   |                                       | Livia Centurione                                |                                                     |  |  |       |  |  |                                           |  |  |                                                    |  |
|                                                     |                                       | Ettore Carafa della Stadera, XI duca di Andria  | Fabrizio Carafa della Stadera, X duca di Andria     |  |  |       |  |  |                                           |  |  |                                                    |  |
|                                                     |                                       | Ettore Carafa della Stadera, XI duca di Andria  | Fabrizio Carafa della Stadera, X duca di Andria     |  |  |       |  |  |                                           |  |  |                                                    |  |
|                                                     |                                       | Ettore Carafa della Stadera, XI duca di Andria  | Aurelia Imperiali                                   |  |  |       |  |  |                                           |  |  |                                                    |  |
| Eleonora Carafa della Stadera                       |                                       | Ettore Carafa della Stadera, XI duca di Andria  |                                                     |  |  |       |  |  |                                           |  |  |                                                    |  |
|                                                     |                                       | Francesca de Guevara                            | Inigo II de Guevara, VII duca di Bovino             |  |  |       |  |  |                                           |  |  |                                                    |  |
|                                                     |                                       | Francesca de Guevara                            | Inigo II de Guevara, VII duca di Bovino             |  |  |       |  |  |                                           |  |  |                                                    |  |
|                                                     |                                       | Francesca de Guevara                            | Eleonora de Cardenas                                |  |  |       |  |  |                                           |  |  |                                                    |  |
| Giorgio Doria Pamphilj Landi                        |                                       | Francesca de Guevara                            |                                                     |  |  |       |  |  |                                           |  |  |                                                    |  |
|                                                     | Vittorio Amedeo I di Savoia-Carignano | Emanuele Filiberto di Savoia-Carignano          |                                                     |  |  |       |  |  |                                           |  |  |                                                    |  |
|                                                     | Vittorio Amedeo I di Savoia-Carignano | Emanuele Filiberto di Savoia-Carignano          |                                                     |  |  |       |  |  |                                           |  |  |                                                    |  |
|                                                     | Vittorio Amedeo I di Savoia-Carignano | Angelica Caterina d'Este                        |                                                     |  |  |       |  |  |                                           |  |  |                                                    |  |
| Luigi Vittorio di Savoia-Carignano                  | Vittorio Amedeo I di Savoia-Carignano |                                                 |                                                     |  |  |       |  |  |                                           |  |  |                                                    |  |
|                                                     |                                       | Vittoria Francesca di Savoia                    | Vittorio Amedeo II di Savoia                        |  |  |       |  |  |                                           |  |  |                                                    |  |
|                                                     |                                       | Vittoria Francesca di Savoia                    | Vittorio Amedeo II di Savoia                        |  |  |       |  |  |                                           |  |  |                                                    |  |
|                                                     |                                       | Vittoria Francesca di Savoia                    | Jeanne Baptiste d'Albert de Luynes                  |  |  |       |  |  |                                           |  |  |                                                    |  |
| Leopolda di Savoia-Carignano                        |                                       | Vittoria Francesca di Savoia                    |                                                     |  |  |       |  |  |                                           |  |  |                                                    |  |
|                                                     |                                       | Ernesto Leopoldo d'Assia-Rheinfels-Rotenburg    | Guglielmo d'Assia-Rotenburg                         |  |  |       |  |  |                                           |  |  |                                                    |  |
|                                                     |                                       | Ernesto Leopoldo d'Assia-Rheinfels-Rotenburg    | Guglielmo d'Assia-Rotenburg                         |  |  |       |  |  |                                           |  |  |                                                    |  |
|                                                     |                                       | Ernesto Leopoldo d'Assia-Rheinfels-Rotenburg    | Maria Anna di Löwenstein-Wertheim                   |  |  |       |  |  |                                           |  |  |                                                    |  |
| Cristina Enrichetta d'Assia-Rheinfels-Rotenburg     |                                       | Ernesto Leopoldo d'Assia-Rheinfels-Rotenburg    |                                                     |  |  |       |  |  |                                           |  |  |                                                    |  |
|                                                     |                                       | Eleonora Maria di Löwenstein-Wertheim-Rochefort | Massimiliano Carlo di Löwenstein-Wertheim-Rochefort |  |  |       |  |  |                                           |  |  |                                                    |  |
|                                                     |                                       | Eleonora Maria di Löwenstein-Wertheim-Rochefort | Massimiliano Carlo di Löwenstein-Wertheim-Rochefort |  |  |       |  |  |                                           |  |  |                                                    |  |
|                                                     |                                       | Eleonora Maria di Löwenstein-Wertheim-Rochefort | Polissena Maria di Lichtenberg und Belasi           |  |  |       |  |  |                                           |  |  |                                                    |  |
|                                                     |                                       | Eleonora Maria di Löwenstein-Wertheim-Rochefort |                                                     |  |  |       |  |  |                                           |  |  |                                                    |  |